# Seong de Baekje
 (signalé en mai 2025).
Si vous disposez d'ouvrages ou d'articles de référence ou si vous connaissez des sites web de qualité traitant du thème abordé ici, merci de compléter l'article en donnant les références utiles à sa vérifiabilité et en les liant à la section « Notes et références ».
- Archive Wikiwix
- Bing
- Cairn
- DuckDuckGo
- E. Universalis
- Gallica
- Google
- G. Books
- G. News
- G. Scholar
- Persée
- Qwant
- (zh) Baidu
- (ru) Yandex
- (wd) trouver des œuvres sur Wikidata

Le roi Seong du royaume de Baekje (hangeul : 성왕 ; hanja : 聖王 ; RR : Seong-wang ; MR : Sŏng-wang) est un souverain coréen qui règne à la tête de Baekje de 523 à 554. Il fait déplacer la capitale de son royaume de Ungjin à Sabi (Korea) (en), et fait du bouddhisme la religion officielle de Baekje.